# Ágama (hinduísmo)
Os Ágamas (Devanágari: आगम, IAST: āgama) são uma coleção de escrituras de várias escolas devocionais hindus. O termo literalmente significa tradição ou "aquilo que desceu", e os textos de Agama descrevem cosmologia, epistemologia, doutrinas filosóficas, preceitos sobre meditação e práticas, quatro tipos de yoga, mantras, construção de templos, adoração a divindades e maneiras de atingir desejos seis vezes maiores. Esses textos canônicos estão em sânscrito, telugu e tâmil (escritos nas letras Grantha, télugo Telugu e tâmil).